# Limnophora brunneitibia
Limnophora brunneitibia este o specie de muște din genul Limnophora, familia Muscidae, descrisă de Tong, Xue și Wang în anul 2004. Conform Catalogue of Life specia Limnophora brunneitibia nu are subspecii cunoscute.